# Leonidas Morakis
Leonidas Morakis (Grieks: Λεωνίδας Μωράκης) (? - 1958) was een Grieks schutter en Olympisch deelnemer.
Leonidas Morakis nam als schutter eenmaal deel aan de Olympische Spelen. Op de OS van 1896 nam hij deel aan een van de vijf schietonderdelen; vrije pistool. Daarin eindigde Morakis op de vierde plaats, maar zijn score is onbekend.